# Тибетська експедиція Третього Рейху

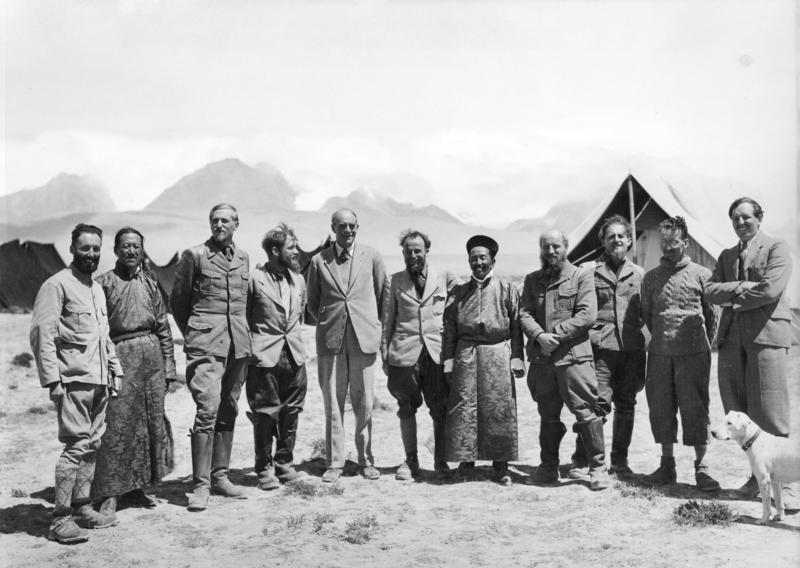
Учасники експедиції

Тибетська експедиція Третього Райху — німецька науково-дослідча експедиція в Тибет під егідою окультного товариства Аненербе, розпочата в травні 1938 — серпні 1939 року під керівництвом вченого Ернста Шефера.

## Підготовка експедиції
Спочатку планувалося, що експедиція буде працювати в рамках «теорії вічного льоду» Ганса Хербігера, щоб знайти їй підтвердження. На цьому наполягав особисто райхсфюрер СС Генріх Гіммлер, відомий своєю прихильністю до східного містицизму й окультних наук. Однак Шефера цікавили насамперед наукові цілі, через що він зазнав критики Вольфрама Зіверса, який ствердив, що Аненербе не буде спонсорувати експедицію. Гіммлер допускав відряджання Шефера в Тибет лише за умови, що всі співробітники експедиції будуть членами СС, на що Шеферу довелося погодитися.
Початкову назву «Експедиція Шефера 1938/39» було замінено на «Німецьку Тибетську експедицію Ернста Шефера», під негласним патронажем райхсфюрера СС.
Вартість спорядження експедиції склала 65 000 райхсмарок, стільки ж знадобилося на саму експедицію. За словами німецького дослідника Ізрун Енгельгардт, 80 % суми на реалізацію проєкту Шефер отримав не від Аненербе, а від представників бізнесу та Німецького дослідницького товариства.
Склад експедиції був таким:
- Ернст Шефер, керівник;
- Карл Вінерт, геолог;
- Ернст Краузе, оператор і фотограф;
- Бруно Беґер, антрополог;
- Едмунд Геер, відповідальний за технічну частину.

Шефер планував потрапити в Тибет з Китаю по річці Янцзи, проте японське вторгнення в Китай у липні 1937 року перекреслило ці плани. За допомогою Гіммлера й міністра закордонних справ Ріббентропа експедиція отримала дозвіл британської колоніальної влади на прохід через територію Індії. 21 квітня 1938 року, відпливши із Генуї, Шефер і його співробітники дісталися через Цейлон до Колкати, а звідти до столиці Сіккіму Ґанґтоку. Експедиція залишалася в Сіккімі до кінця 1938 року, і в грудні 1938 року, після випадкової зустрічі експедиції із одним з прикордонних керівників Тибету, тибетська влада пропустила експедицію в Тибет, при цьому поставивши умову, що в ході своєї роботи співробітники експедиції не вб'ють жодної тварини, відповідно до місцевих релігійних традицій.

## Діяльність експедиції

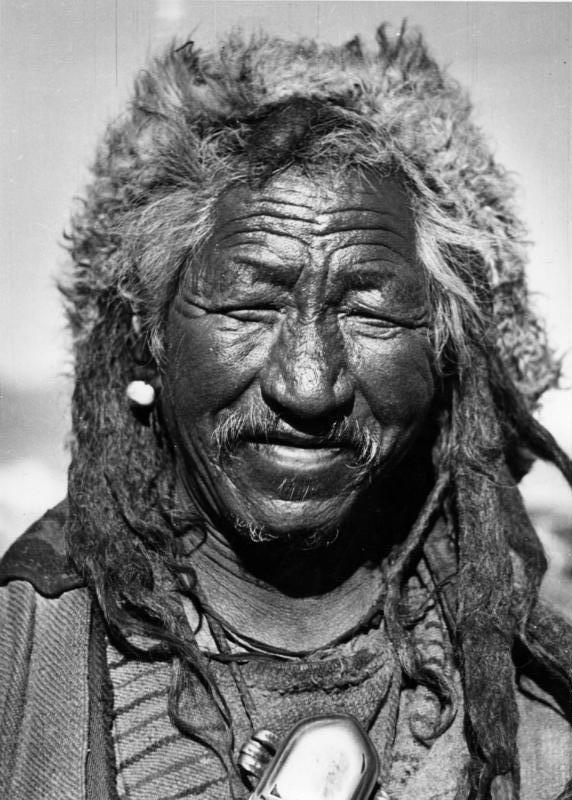
Тибетець

Офіційно діяльність експедиції охоплювала вивчення клімату, географії та культури Тибету. Разом з тим, співробітниками Шефера здійснювалися дослідження в області расології, зокрема краніологічні й антропометричні вимірювання серед тибетців для доказів їх приналежності до стародавніх арійців.
Представники експедиції відвідали священні міста Тибету Лхасу і Шигацзе, де отримали повне зібрання буддійського релігійного твору Канжур (108 томів), зразки мандал та інші стародавні тексти. Було встановлено радіоміст Берлін — Лхаса (діяв до 1943 року). Крім того, між експедицією і тибетською владою велися переговори про створення в Лхасі німецького представництва. Тибетці ставилися до роботи експедиції досить дружньо, що видно у кадрах фільму «Таємничий Тибет», знятого за результатами поїздки.
У січні — березні 1939 року експедиція перебувала в Лхасі, де її членам було дозволено фото- і кінознімання. 4 серпня 1939 р. експедиція через Багдад повернулася до Німеччини. Шефера і його співробітників зустріли як національних героїв; Гіммлер вручив Шеферу перстень «Мертва голова» і почесний кинджал СС.
В результаті діяльності експедиції було зроблено 22 тис. фотографій, зібрані дані вимірювань 376 осіб, привезені рідкісні представники породи котячих і собачих, шкури тварин, пташине пір'я, тисячі зразків злаків. Крім того, регент Тибету передав у подарунок Гітлеру тибетського мастифа, золоту монету і мантію, яка належала Далай-Ламі.

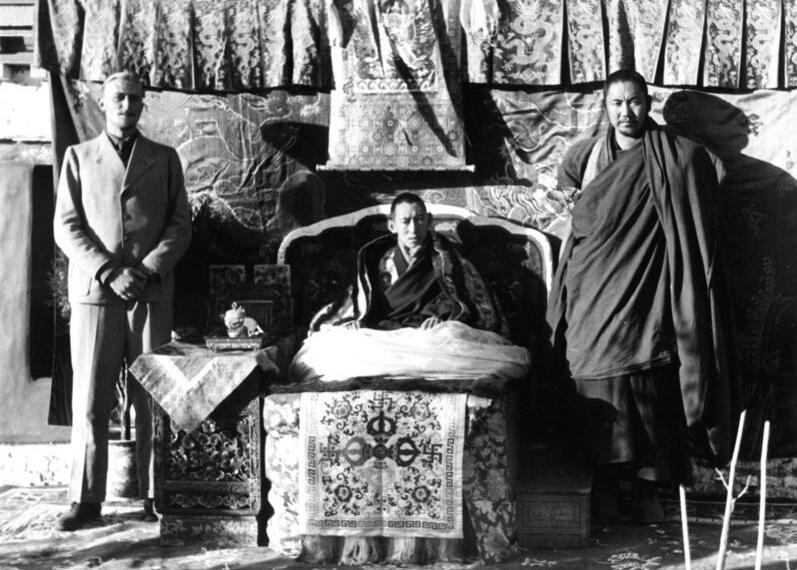
Бруно Беґер з регентом Тибету

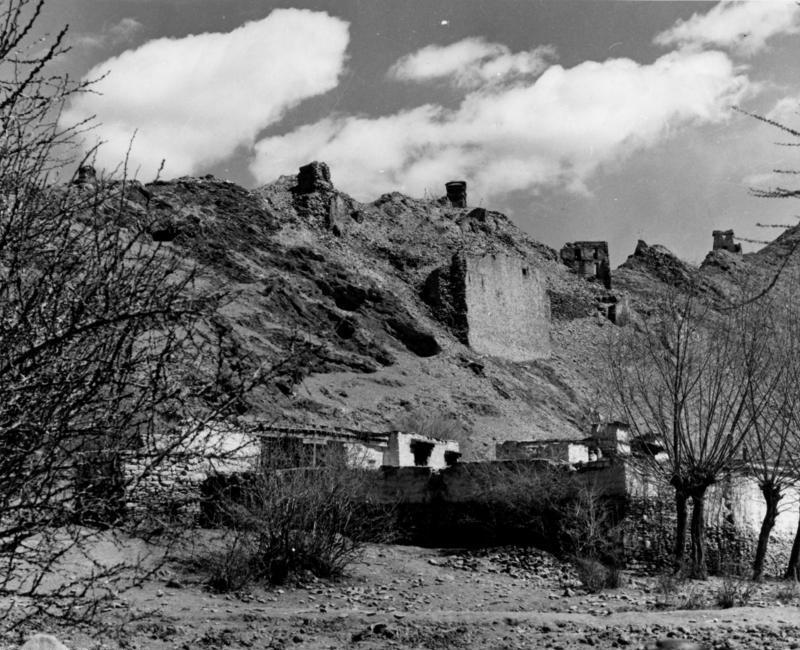
Ялунг Подранг, руїни палацу

## Інші експедиції
Пізніше в Тибеті 7 років прожив член НСРПН, альпініст Генріх Харрер. Його мемуари «Сім років у Тибеті» про життя в цій гірській країні й дружбу з Далай-ламою, були екранізовані в однойменному фільмі (в ролі Харрера знявся Бред Пітт).